# Gasometria arterial
En medicina, la gasometria arterial fa referència a una tècnica de monitoratge respiratòria invasiva que permet, mitjançant una mostra de sang arterial, determinar-ne el pH i les pressions parcials d'oxigen i diòxid de carboni. Generalment, la gasometria és arterial però també pot ser de sang venosa.
La valoració objectiva de la funció respiratòria dels pacients és una pràctica habitual en procediments d'urgències. La gasometria, juntament amb altres dades de l'equilibri àcid-base, converteix aquesta tècnica invasiva en una de les proves complementàries més sol·licitades pels facultatius, és fàcil d'interpretar i no té un cost elevat.
Els paràmetres considerats en aquesta tècnica són els següents: la pressió arterial parcial de diòxid de carboni (PaCO₂), la pressió arterial parcial d'oxigen (PaO₂) i el pH. Tot i així, hi ha altres paràmetres que poden obtenir a través d'aquesta tècnica. Per exemple, la concentració d'hidrogencarbonat real i estàndard (HCO₃-), diferència alvèolo-arterial de l'oxigen i la pressió parcial d'oxigen necessària perquè l'hemoglobina en sang estigui saturada al 50% (P50).

## Requisits previs
La gasometria arterial no és una tècnica fàcil i, per això, s'han de prendre tota una sèrie de precaucions per obtenir uns resultats fiables i correctes.
- Els minuts previs a la prova el pacient ha d'estar en repòs, assegut o estirat, durant 10 minuts com a mínim. Aquest punt és molt rellevant, ja que, si el pacient arriba corrents o cansat els resultats de la PaO2 seran erronis a causa de l'increment de demanda d'oxigen.
- Si el pacient es troba en oxigenoteràpia cal mantenir la mateixa concentració durant 20 minuts abans de la prova.
- S'ha de fer la gasometria a una temperatura coneguda i ambiental, ja que els canvis en aquesta poden alterar el grau de solubilitat de l'oxigen a la sang i el resultat pot ser incorrecte.
- És molt important respectar la intimitat de la persona i fer que aquesta se senti el més còmode possible dins les circumstàncies.[2]

## Tècnica de punció
La sang que s'ha d'obtenir per realitzar correctament aquesta tècnica cal que sigui arterial. La punció es realitza a les artèries fàcilment accessibles i, sobretot, que tinguis altres artèries col·laterals per mantenir la vascularització si aparegués algun problema. En la major part dels casos, la punció es realitza a l'artèria radial. Tot i així, per ordre podem utilitzar també l'artèria braquial, pedi, tibial posterior, temporal superficial en el cas dels nens o femoral.
Cal remarcar que sempre, abans de realitzar la punció s'ha de fer el test d'Allen per comprovar el bon funcionament d'altres artèries col·laterals.
- Demanar al pacient que tanqui la mà.
- Al mateix temps comprimirem les artèries radial i cubital durant uns segons. En comprimir-les el que fem és tallar el flux de sang per tant, la mà ha de quedar d'un color pàl·lid.
- Seguidament, deixarem de comprimir l'artèria cubital i, el color de la mà ha de tornar al seu estat normal en els 15 segons vinents. Si el color de la mà no torna a ser el mateix abans de 15 segons, cal buscar un altre punt de punció.

### Procediment
Un cop comprovada la bona vascularització de la mà haurem de preparar tot el material necessari per a la punció. Cal comprovar-lo correctament.
- Antisèptic (clorhexidina 2%).
- Gasses estèrils i esparadrap.
- Guants estèrils.
- Guants no estèrils.
- Batea
- Anestèsic local. L'anestèsia s'administrarà sempre que la persona ho demani.
- Xeringa d'insulina per administrar l'anestèsic local, 24 G - 27 G.
- Agulla i xeringa especial per a la gasometria, 22 G per radial i braquial, 20 G per femoral.
- Contenidor per objectes punxants.

La gasometria és una tècnica ràpida de fer però pot ésser una mica molest pel pacient. Per aquest motiu, cal fer que el pacient estigui còmode. Un cop s'ha preparat tot el material i s'ha realitzat el test d'Allen pes procedeix a realitzar la punció. Per això, s'han de seguir tota una sèrie de passos.
1. Comprovar la identitat del pacient.
2. Rentat higiènic de mans.
3. Preparació del material.
4. Col·locar tot el material a prop del pacient.
5. Informar de tot el procediment i demanar la seva col·laboració durant la tècnica.
6. Acomodem al pacient en decúbit supí i amb l'extremitat que utilitzarem ben estirada.
7. Netejarem la zona amb antisèptic i agafarem la mà per la part superior fent una petita extensió.
8. Si la persona demana anestèsia, un cop desinfectada la pell i, utilitzant guants no estèrils, infiltrarem 0.3 ml d'anestèsic local a la zona perifèrica a l'artèria a punxar.
9. Seguidament, es localitza l'artèria i es realitza una petita pressió sobre aquesta per percebre el batec d'aquesta.
10. Un cop s'ha localitzat l'artèria, es procedeix a fer la punció. Sempre s'ha de vigilar que el bisell estigui cap amunt. L'angle de punció ha de ser d'entre 30-45° en relació amb la superfície de la pell. Quan es punxa es pot observar la sortida pulsativa de la sang. Si no hi ha reflux de sang retirar l'agulla i tornar a iniciar el procediment.
11. Extreure'm un mínim d'1-3 ml de sang.
12. Retirar l'agulla i fer compressió a la zona de punció durant 5 minuts. Si el pacient té pautat algun anticoagulant o aspirina s'ha de fer compressió uns 10 minuts aproximadament per evitar hemorràgia.
13. Etiquetar la xeringa de gasometria amb les etiquetes del pacient.
14. Recollir tot el material utilitzat.
15. Acomodar el pacient.
16. Processar la mostra com més aviat millor i conservar-la a 2 ° C.
17. Registrar la tècnica realitzada. Registrar la tècnica és molt important pels professionals d'infermeria. Tècnica no registrada es considera tècnica no realitzada. Cal apuntar el lloc de punció, incidències durant la tècnica, hora, dia i professional d'infermeria responsable.[3][2]

### Possibles complicacions
- Dolor local
- Hematoma: Per evitar la seva aparició cal fer una bona compressió del lloc de punció en finalitzar la tècnica
- Infecció
- Trombosi
- Mostra no vàlida per contingut d'aire
- Mostra no vàlida per presència de sang venosa[4]

## Instrumentació per realitzar la mesura
Per mesurar els paràmetres esmentats anteriorment és necessari la utilització d'un aparell anomenat gasòmetre. Aquest instrument consta de 4 elèctrodes que es relacionen cadascun d'ells amb els paràmetres mesurats.
- Elèctrode de pH
- Elèctrode de CO₂
- Elèctrode d'O₂
- Cooximetria

### Elèctrode de pH
El pH és una mesura quantitativa de l'acidesa o basicitat d'una dissolució, que és donada per l'activitat dels cations oxoni, H3O+, en dissolució. El valor normal de pH en un individu és de 7,35- 7.45.
Es quantifica a través d'un elèctrode especial compost per dos compartiments independents. El primer, té a l'interior una càmera de mesura amb una membrana de vidre únicament permeable H+. La segona té un elèctrode de referència estable, majoritàriament de mercuri. Un pont electrolític de clorur de potassi els connecta. 

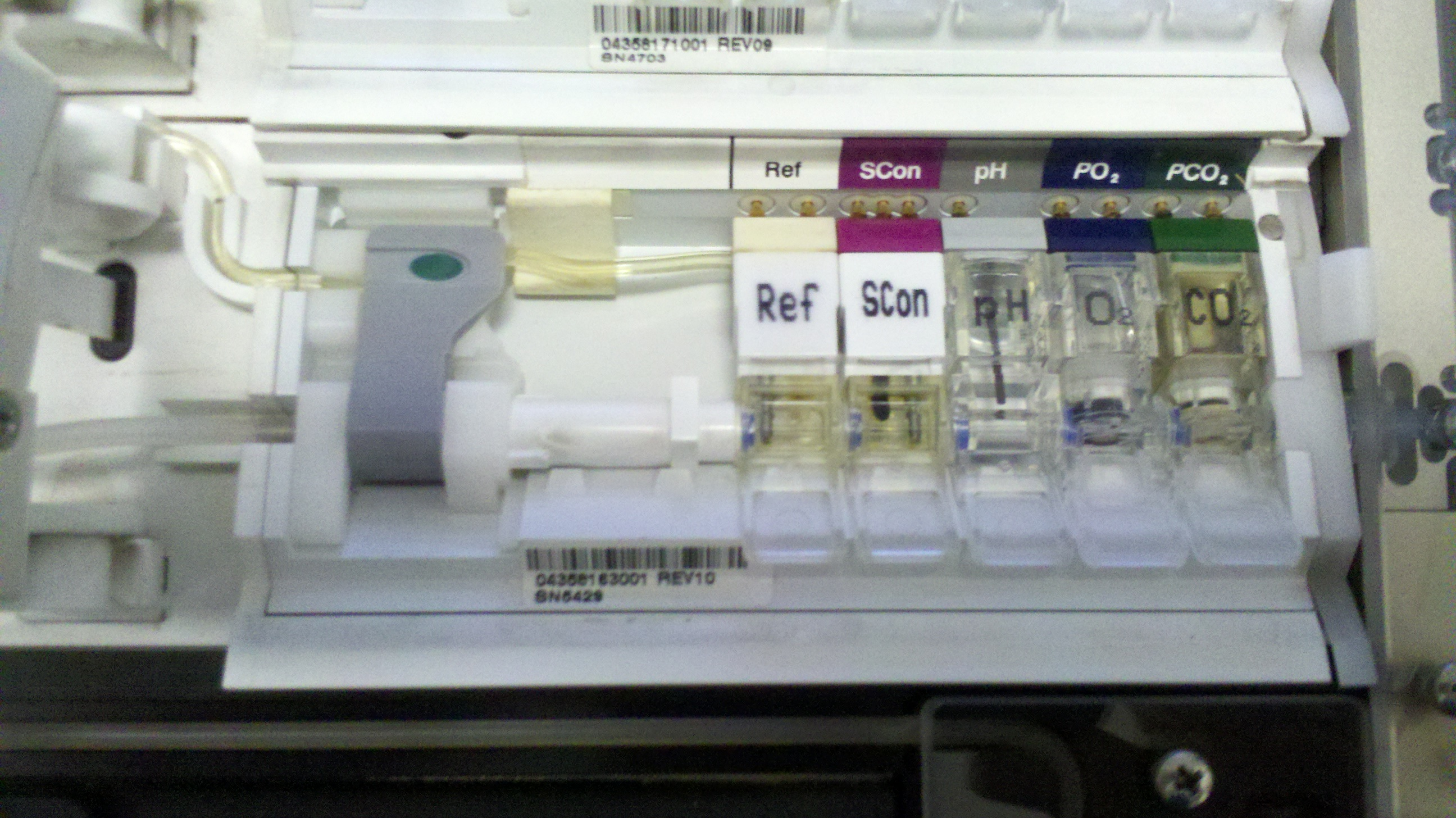
Càmera de mesurament de gasos en la qual podem observar els diferents elèctrodes. D'esquerra a dreta: elèctrode de referència, elèctrode mesurament de continuïtat, elèctrode pH, elèctrode PO2 i elèctrode PCO2.

### Elèctrode de PO₂
La pressió parcial d'oxigen en sang correspon a la pressió exercida per l'oxigen que es troba dissolt en el plasma. S'expressa en mmHg o torr. Tot i això, la nomenclatura europea ha optat per utilitzar les unitats Kilopascal del Sistema Internacional d'Unitats.
(SI) (1 torr = 1mmHg = 0,133 kPa; 1kPa = 7,5006 mmHg o torr)
Aquest elèctrode està format per un càtode de platí i un ànode de clorur de plata. Aquests estan units mitjançant un pont electrolític de clorur de potassi i amb un voltatge polaritzat de 0,5-0,6 volts. També, presenta una membrana que permet el pas lliure d'O₂ que al mateix temps evita el dipòsit de proteïnes al càtode. El funcionament consisteix amb el pas de molècules d'oxigen, a través de la solució electrolítica cap al càtode, lloc en el qual es redueix alterant la conductivitat de la solució.
Els valors normals en un individu sa són de 80 mmHg- 100mmHg. Amb l'edat aquest valor disminueix, ja que la pressió exercida per l'oxigen disminueix.

### Elèctrode de PCO₂
La pressió parcial de diòxid de carboni correspon a la pressió exercida pel CO₂ lliure en el plasma. S'expressa en les mateixes unitats de mesura de la PO₂.
Per poder obtenir un valor fiable cal utilitzar un elèctrode anomenat Stow-Severinghaus. Aquest consisteix en un elèctrode de pH estàndard submergit en una solució taponada d'hidrogencarbonat de sodi i separat de la mostra de sang per una membrana que només permet el pas de CO₂.
Els valors normals en un individu sa es troben compresos entre 35 mmHg- 45mmHg i, a diferència de la PO₂ no canvia amb el temps.

### Cooximetria

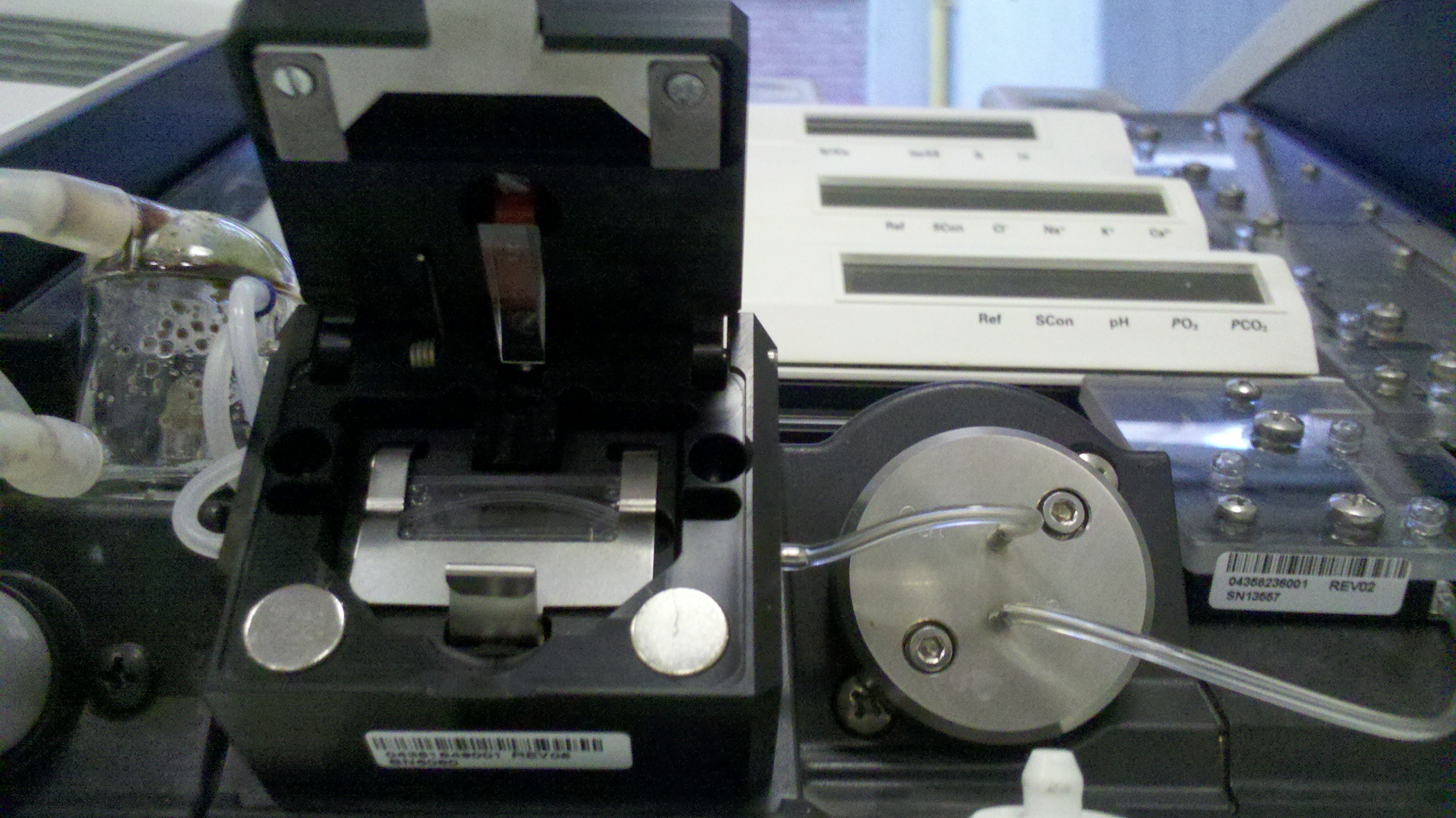
Càmera de cooximetria

El valor de saturació d'oxihemoglobina (SO₂%) correspon al percentatge d'hemoglobina que s'ha unit reversiblement a O₂. En un individu sa aquesta ha de ser >90%.
L'observació clínica de la sang arterial i venosa té un color diferent i, constitueix la base pel mesurament espectrofotomètric de SO₂%.
Aquesta tècnica consisteix en l'emissió d'un o diversos raigs de llum de diferents longituds d'ona que són rebut per un amplificador que, al mateix temps, genera un corrent elèctric de sortida proporcional a l'absorció de llum produïda per substàncies de color diferent. Generalment, oxihemoglobina i desoxihemoglobina. Prèviament, s'ha d'haver hemolitzat la mostra de sang.

## Valors normals dels paràmetres

### Valors normals sang arterial
- pH: 7,35 - 7,45
- PO2:  80 mmHg- 100mmHg

- 35 mmHg- 45 mmHg
- Saturació d'oxigen: > 95%.
- Hidrogencarbonat de sodi: 21 - 28 mEq
- Concentració d'hemoglobina: 14,0 - 15,0 g/dl
- Quantitat d'oxigen. 19,8 ml/dl
- Oxigen combinat amb hemoglobina: 19,5
- Saturació de l'hemoglobina: 97,5%[5]

#### Valors normals en sang venosa
- pH: 7,36
- PO2: 40 mmHg
- PCO2: 46 mmHg
- Saturació d'oxigen: >95%
- Concentració d'hemoglobina: 14,0 - 15,0 g/dl
- Quantitat d'oxigen. 14,6 ml/dl
- Oxigen combinat amb l'hemoglobina: 14,5
- Saturació de l'hemoglobina: 72,5%[5]

## Interpretació dels resultats

### pH
El pH és una mesura quantitativa de l'acidesa o basicitat d'una dissolució,[1] que és donada per l'activitat dels cations oxoni, H₃O+, en dissolució. Es defineix com a menys el logaritme decimal de la dita activitat.
El pH es considera normal entre 7.35 i 7.45. Qualssevol xifra que es trobi per sobre o per sota és patològica. Quan es produeix una alteració del pH l'organisme activa tota una sèrie de mecanismes compensatoris, coneguts amb el nom de sistemes buffer o tampó, que intenten recuperar el pH normal de la sang. Quan el pH és < 7,35 l'organisme es troba en un estat d'acidosi i, al revés si el pH és major que 7,45 l'individu té una alcalosi.
Cal esmentar que la relació entre el pH i PaCO2  és molt estreta.
- Per cada increment de la PaCO₂ de 20 mmHg per sobre dels valors normals, el pH disminueix 0,1 punts.
- Per cada disminució de la PaCO₂ de 10 mmHg per sota dels valors normals, el pH puja 0,1 punts.

### PO₂
La pressió parcial d'oxigen (PO₂) ens dona a conèixer el grau d'oxigenació amb el qual la sang arriba als teixits. Els valors normals es troben entre 80 - 100 mmHg. Quan el pacient té valors de PO₂ <80 mmHg es considera que té hipoxèmia i, quan el valor és menor de 60 mmHg es considera que el pacient té una insuficiència respiratòria.
Aquest valor es pot veure alterat en certes situacions. En primer lloc, va disminuint amb l'edat. Per això, abans de considerar un valor anormal com a patològic s'han de tenir en compte moltes coses, ja que podria formar part del procés fisiològic normal. En segon lloc, si la persona respira oxigen d'una font externa, aquest valor també es trobarà alterat.

### PCO₂
La pressió parcial de diòxid de carboni (PCO2) és un paràmetre que ens dona informació sobre la ventilació alveolar del pacient. Aquesta és la quantitat d'aire fresc inspirat disponiblee per a realitzar l'intercanvi gasós. Els valors fisiològics es troben entre 35 - 45 mmHg.
A diferència de la (PO₂) el valor de (PCO2) no varia amb l'edat ni quan el pacient respira mitjançant una font externa d'oxigen.

## Indicacions Gasometria arterial
Com s'ha dit anteriorment, les aplicacions essencials de la gasometria arterial inclouen l'avaluació de la difusió de gasos en la sang i l'equilibri àcid- base en el líquid extracel·lular. Seguidament, anomenarem aquelles situacions en les quals s'ha de realitzar una gasometria arterial.
- Estat de coma
- Aturada cardiorespiratòria (ACR).
- Malaltia Pulmonar Obstructiva Crònica (MPOC): La Malaltia Pulmonar Obstructiva Crònica constitueix una sèrie de malalties que provoquen l'obstrucció de les vies aèries dels pacients i, consegüentment, hi ha una afectació a la ventilació. Aquestes malalties són: bronquitis crònica i emfisema pulmonar. Les persones diagnosticades MPOC tenen una relació ventilació/perfusió més baixa del normal. El mateix passa en el cas de les crisis asmàtiques i la pneumònia. Per aquest motiu, es realitzarà la gasometria arterial per comprovar els nivells d'oxigen i diòxid de carboni. La gasometria d'una persona diagnosticada MPOC presenta una hipoxemia seguida d'una hipercapnia, és a dir, menysPO₂ i una PCO₂ més a la seva sang.[7]
- Embòlia pulmonar: Consisteix en un bloqueig de l'artèria principal del pulmonar o una de les seves branques per un una substància que ha viatjat des d'altres parts del cos. Generalment, aquesta substància sol ser un trombe (coàgul de sang). Generalment, són asimptomàtiques. Tot i així, els símptomes més comuns són: falta d'aire, dolor toràcic i tos amb sang.[8]
- Pneumònia: Consisteix en una inflamació parènquima- alveolar amb exsudació de fluids.
- Insuficiència cardíaca congestiva amb signes d'insuficiència respiratòria
- Descompensació diabètica
- Intoxicacions agudes
- Xoc de diferents etiologies